# International Union of Students
De International Union of Students was net als de ISC een internationale organisatie van studenten. Ze had haar hoofdzetel in Praag. In 1950 scheurdde een gedeelte van de studentenverenigingen zich af en gingen de ISC vormen. 
In 1956 had het IUS haar vierde Wereldcongres te Praag en waren er conflicten met Westerse studenten.